# Ophisma esculeata
Ophisma exuleata là một loài bướm đêm trong họ Erebidae.